# Transporter 3
Transporter 3 (bra: Carga Explosiva 3; prt: Correio de Risco 3 ou Transporter - Correio de Risco 3) é um filme de ação franco-britano-americano de 2008 dirigido por Olivier Megaton.
É o terceiro filme da sequência iniciada em 2002 com The Transporter, seguido em 2005 por Transporter 2 e por  Carga Explosiva: O Legado de 2015.

## Sinopse
Frank Martin é obrigado a transportar a jovem ucraniana Valentina de Marselha a Odessa, além de dois sacos de conteúdo suspeito. Sem informação alguma, Frank terá que fugir das armadilhas no seu caminho.

## Elenco
- Jason Statham ..... Frank Martin
- Natalya Rudakova ..... Valentina
- François Berléand ..... Inspetor Tarconi
- Robert Knepper ..... Johnson
- Jeroen Krabbé ..... ministro Leonid Vasiliev

## Recepção
O Metacritic, que usa uma média ponderada, atribuiu ao filme uma pontuação de 51 em 100, baseado em 23 críticos, indicando críticas "mistas ou médias".

## Produção
Assim como nos filmes anteriores da franquia, Corey Yuen comandou a coreografia das lutas. Frank Martin utiliza novamente um Audi A8.